# Tarnazsadány
Tarnazsadány község Heves vármegye Hevesi járásában.

## Fekvése
Gyöngyöstől délkeletre, Hevestől északnyugatra fekszik, a Tarna mentén. Lakott területe teljes egészében a kis folyó jobb parti oldalán helyezkedik el, de külterületének egy kisebb része − megközelítőleg 4,5 km² − a bal parti oldalra esik.
Északkeleti határában egy kisebb, egybefüggő terület a Hevesi Füves Puszták Tájvédelmi Körzet Göbölyjárás nevű területrészéhez tartozva természetvédelmi oltalom alatt áll.
A közvetlen szomszédos települések: észak felől Nagyút, északkelet felől Kompolt, kelet felől Tarnabod, délkelet felől Boconád, dél felől Tarnaméra, délnyugat felől Zaránk, nyugat felől pedig Nagyfüged.

### Megközelítése
Csak közúton közelíthető meg, a Gyöngyös-Heves közt húzódó 3204-es úton, Gyöngyös és Tarnaméra felől.

## Története
Első okleveles említése – Sodan néven – 1301-ben történt. Az Aba nemzetség birtoka volt, de mivel Károly Róbert ellen Csák Máté oldalára álltak, a rozgonyi csata után elvesztették birtokukat, amelyet a Kompoltiak kaptak meg.
1546-ban Losonczy Istváné. 1619-ben Bessenyey Gergely és Kecskeméti Dávid birtoka volt. 1687-ben az Eger visszafoglalásáért vívott harcok idején elpusztult. 1698-ban Bessenyey Zsigmond a néptelen Zsadány és Cselőháza pusztákat eladta Almásy Jánosnak és sógorának. 1702-től Almásyak lettek a falu birtokosai. Díszes kastélyukat 1940–41-ben bontották le.

## Közélete

### Polgármesterei
- 1990–1994: Mester András (független)[3]
- 1994–1998: Mester András (független)[4]
- 1998–1999: Mester András József (független)[5]
- 1999–2002: Mester András (független)[6][7]
- 2002–2006: Mester András József (független)[8]
- 2006–2010: Dobi István (független)[9]
- 2010–2014: Dobi István (független)[10]
- 2014–2019: Dobi István (független)[11]
- 2019–2024: Koczka Ferenc (Fidesz-KDNP)[12]
- 2024– : Botos Péter Adrián (független)[1]

## Népesség
A település népességének változása:
| Lakosok száma | 1218 | 1215 | 1209 | 1176 | 1245 | 1259 | 1218 |
|               | 2013 | 2014 | 2015 | 2021 | 2022 | 2023 | 2024 |

### Népcsoportok
A község lélekszáma 1787-ben 724 fő, amely 1869-re 1348-ra növekedett. 
2001-ben a település 1355 lakosának 79%-a magyar, 21%-a cigány nemzetiségűnek vallotta magát.
2011-ben 1217 lakosából 605 (49%) vallotta magát cigány nemzetiségűnek (igaz, többségük kettős identitású, hiszen 1157 lakos magyar nemzetiségűnek (is) vallotta magát). Emellett a községnek 2011-ben három román és három egyéb nemzetiségű lakója is volt.
2022-ben a lakosság 86,3%-a vallotta magát magyarnak, 35,7% cigánynak, 0,3% németnek, 0,2% horvátnak, 0,1-0,1% ukránnak görögnek, bolgárnak és örménynek, 0,5% egyéb, nem hazai nemzetiségűnek (13,7% nem nyilatkozott; a kettős identitások miatt a végösszeg nagyobb lehet 100%-nál). Vallásuk szerint 49,1% volt római katolikus, 1,1% református, 0,2% görög katolikus, 0,2% evangélikus, 3,5% egyéb keresztény, 0,2% egyéb katolikus, 20,3% felekezeten kívüli (25,4% nem válaszolt).

## Nevezetességei
- 1763-ban épült egyhajós barokk stílusú római katolikus Szent Mihály-templom. A templomkapu felett Almásy címer látható.
- Itt született Csík Ferenc cigány költő.